# Cissus intermedia
Cissus intermedia là một loài thực vật hai lá mầm trong họ Nho. Loài này được A.Rich. miêu tả khoa học đầu tiên năm 1841.